# Melsik Baghdasaryan
Melsik Baghdasaryan (28 de enero de 1992, Ereván, Armenia) es un peleador de artes marciales mixtas, kickboxer y boxeador armenio, que actualmente compite en la categoría de peso pluma de UFC. Es el ex-campeón internacional de la WLF y el aspirante al título de peso wélter de la K-1.

## Carrera en el Kick boxing

### Carrera temprana
Practicó karate a los seis años, antes de pasar al kick boxing y, más tarde, al muay thai. Ha pasado la mayor parte de su carrera profesional en el Glendale Fighting Club.
Baghdasaryan tenía previsto luchar contra Jermaine Soto en un evento de GLORY el 28 de septiembre de 2013. Ganó el combate por decisión unánime.
Baghdasaryan luchó durante el evento WCK vs. Wulinfeng en 2013, siendo su oponente Xie Chuang. Baghdasaryan ganó el combate por decisión unánime, aunque sufrió una leve lesión en el pulgar izquierdo.
Baghdasaryan tenía previsto luchar contra John Vargas en la WCK Muay Thai: Matter of Pride, el 15 de febrero de 2014. Ganó el combate por un TKO en el tercer asalto.
En 2014 volvió a estar bajo la WCK Muay Thai, enfrentándose a Chen Wei Chao. Melsik ganó el combate por decisión unánime.
Su racha de victorias en el kickboxing le valió la oportunidad de luchar por el título internacional de Wu Lin Feng, que en ese momento ostentaba Qiu Jianliang. Baghdasaryan continuó su racha de victorias con un triunfo por decisión mayoritaria sobre el actual campeón.

### Regreso al kick boxing
En su regreso al kick boxing, Baghdasaryan participó en el torneo Wu Lin Feng de 67 kg, pero perdió en la ronda de cuartos de final contra Lu Jianbo, por KO en la primera ronda. Se recuperó con una victoria por decisión sobre Wei Ninghui.
En 2017, Melsik participó en el Gran Premio de Peso Wélter de K-1. Ganó por decisión unánime a Kazuki Yamagiwa en el combate de cuartos de final, pero una lesión le impidió seguir participando en el torneo, y posteriormente fue sustituido por Yamagiwa.
Su siguiente combate con K-1 fue contra Yuta Kubo, ganador del Grand Prix de peso wélter de 2017, por el título de peso wélter de K-1. Kubo ganó el combate por decisión unánime.

## Carrera en el boxeo
Tras ganar el título de la WLF, Melsik se pasó al boxeo en 2015. Hasta la fecha ha realizado tres combates profesionales. En su debut en el boxeo se enfrentó a Mario Ángeles. Ángeles no supo descifrar cómo luchar contra un zurdo y perdió el combate en el tercer asalto, tras un derechazo al cuerpo que obligó al árbitro a detener la pelea.
En su segundo combate de boxeo, Melsik luchó contra Abraham Calderón Ruiz, ganando la pelea por decisión unánime. Se enfrentó a Diego Padilla, y ganó el combate por decisión mayoritaria.

## Carrera de artes marciales mixtas

### Carrera temprana
Después de sufrir una derrota por sumisión en su debut en las MMA en 2014, Melsik esperaría hasta 2019 para su segundo combate de MMA. Baghdasaryan acumuló una racha de cuatro combates ganados por nocaut, con un tiempo acumulado combate de 62 segundos. En el último de esos cuatro combates, contra Art Hernández, debutó en el peso ligero.
Baghdasaryan tuvo la oportunidad de luchar por un contrato con la UFC en el Dana White's Contender Series 31, cuando se enfrentó a Dennis Buzukja. Ganó el combate por decisión unánime, pero no le dieron un contrato.

### Ultimate Fighting Championship

#### 2021
En marzo de 2021, Baghdasaryan firmó con la UFC. Baghdasaryan hizo su debut en la promoción contra Collin Anglin en UFC on ESPN: Hall vs. Strickland el 31 de julio de 2021. Ganó el combate por nocaut en el segundo asalto. Este combate le valió el premio a la Actuación de la Noche.
Baghdasaryan tenía previsto enfrentarse a T.J. Laramie el 6 de noviembre de 2021 en UFC 268. Sin embargo, Laramie se vio obligado a retirarse debido a que se le diagnosticó SARM. Fue sustituido por el Campeón de Peso Pluma de LFA, Bruno Souza, en su debut en la promoción. En el pesaje, Souza pesó 148.4 libras, 2.4 libras por encima del límite del combate de peso pluma sin título. El combate se desarrolló en un peso acordado y perdió el 20% de su bolsa a favor de Baghdasaryan. Ganó el combate por decisión unánime.

#### 2022
Baghdasaryan estaba programado para enfrentar a T.J. Laramie el 16 de abril de 2022, en UFC Fight Night 206. Sin embargo, Melsik se retiró de la pelea por razones desconocidas.
Baghdasaryan estaba programado para enfrentar a Joanderson Brito el 15 de octubre de 2022, en UFC Fight Night 212. Sin embargo, Baghdasaryan se retiró de la pelea a finales de septiemnre de por una lesión de mano.

#### 2023
Baghdasaryan enfrentó a Joshua Culibao el 12 de febrero de 2023, en UFC 284. Perdió la pelea por sumisión en el segundo asalto.
Baghdasaryan enfrentó a Tucker Lutz el 15 de julio de 2023, en UFC on ESPN 47. Ganó la pelea por decisión unánime.

#### 2024
Baghdasaryan estaba programado para enfrentar a William Gomis el 3 de febrero de 2024, en UFC Fight Night 235. Sin embargo, Gomis se retiró de la pelea por razones no reveladas a principios de enero. Baghdasaryan fue reprogramado para enfrentar a Hyder Amil el 10 de febrero de 2024, en UFC Fight Night 236, reemplazando a Shayilan Nuerdanbieke. A su vez, Baghdasaryan se retiró de la pelea en la semana del evento por una lesión y fue reemplazado por Fernie Garcia.
Baghdasaryan estaba programado para enfrentar a Muhammad Naimov el 22 de junio de 2024, en UFC on ABC 6. Sin embargo, Baghdasaryan se retiró durante la semana de la pelea debido a un desgarro en el labrum de su hombro izquierdo.

## Campeonatos y logros
- Ultimate Fighting Championship
  - Actuación de la Noche (Una vez) vs. Collin Anglin[29]

### Kickboxing
- Wu Lin Feng
  - Campeonato Internacional de la WLF de 67 kg

## Récord en artes marciales mixtas
| Récord profesional | Récord profesional | Récord profesional |
| 11 peleas          | 8 victorias        | 3 derrotas         |
| ------------------ | ------------------ | ------------------ |
| Nocaut             | 5                  | 1                  |
| Sumisión           | 0                  | 2                  |
| Decisión           | 3                  | 0                  |

| Resultado | Récord | Oponente       | Método                            | Evento                                 | Fecha                    | Ronda | Tiempo | Localización            | Notas                                                           |
| --------- | ------ | -------------- | --------------------------------- | -------------------------------------- | ------------------------ | ----- | ------ | ----------------------- | --------------------------------------------------------------- |
| Derrota   | 8–3    | Jean Silva     | TKO (Puñetazos)                   | UFC Fight Night: Cejudo vs Song        | 21 de febrero de 2025    | 1     | 4:15   | Seattle                 |                                                                 |
| Victoria  | 8–2    | Tucker Lutz    | Decisión (unánime)                | UFC on ESPN: Holm vs. Bueno Silva      | 15 de julio de 2023      | 3     | 5:00   | Las Vegas, Nevada       |                                                                 |
| Derrota   | 7–2    | Joshua Culibao | Sumisión (rear-naked choke)       | UFC 284                                | 12 de febrero de 2023    | 2     | 2:02   | Perth                   |                                                                 |
| Victoria  | 7–1    | Bruno Souza    | Decisión (unánime)                | UFC 268                                | 6 de noviembre de 2021   | 3     | 5:00   | Nueva York, Nueva York  |                                                                 |
| Victoria  | 6–1    | Collin Anglin  | TKO (patada a la cabeza y golpes) | UFC on ESPN: Hall vs. Strickland       | 31 de julio de 2021      | 2     | 1:50   | Las Vegas, Nevada       | Actuación de la Noche.                                          |
| Victoria  | 5–1    | Dennis Buzukja | Decisión (unánime)                | Dana White's Contender Series 31       | 1 de septiembre de 2020  | 3     | 5:00   | Las Vegas, Nevada       | Regreso a peso pluma.                                           |
| Victoria  | 4–1    | Art Hernandez  | KO (puñetazo)                     | Lights Out Xtreme Fighting 3           | 21 de septiembre de 2019 | 1     | 0:07   | Commerce, California    | Debut en peso ligero.                                           |
| Victoria  | 3–1    | Jay White      | TKO (golpes)                      | Gladiator Challenge: Berry vs. Baseman | 1 de junio de 2019       | 1     | 0:09   | San Jacinto, California |                                                                 |
| Victoria  | 2–1    | Mauricio Diaz  | TKO (golpes)                      | Lights Out Xtreme Fighting 1           | 11 de mayo de 2019       | 1     | 0:32   | Burbank, California     | Pelea en peso pactado (146.8 lbs); Baghdasaryan no dio el peso. |
| Victoria  | 1–1    | Jason Gouvion  | TKO (golpes)                      | Gladiator Challenge                    | 23 de marzo de 2019      | 1     | 0:14   | Whitney, California     |                                                                 |
| Derrota   | 0–1    | Jay Bogan      | Sumisión (armbar)                 | LOP: Chaos at the Casino 4             | 12 de abril de 2014      | 1     | 1:26   | Inglewood, California   | Debut en peso pluma; Bogan no dio el peso (147 lbs).            |